# АТХ-R
Код АТХ-R (англ. АТС-R) «Препараты для лечения заболеваний респираторной системы» — раздел система буквенно-цифровых кодов Анатомо-терапевтическо-химической классификации, разработанных Всемирной организацией здравоохранения для классификации лекарств и других медицинских продуктов.
Коды для применения в ветеринарии (ATCvet коды) могут быть созданы путём добавления буквы Q в передней части человеческого Код ATC: QR.
Из-за различных национальных особенностей в классификацию АТС могут включаться дополнительные коды, которые отсутствуют в этом списке, который составлен Всемирной организацией здравоохранения.
- АТХ-код R01 — Назальные препараты
- АТХ-код R02 — Препараты для лечения заболеваний горла
- АТХ-код R03 — Препараты для лечения обструктивных заболеваний дыхательных путей
- АТХ-код R05 — Препараты, применяемые при кашле и простудных заболеваниях
- АТХ-код R06 — Антигистаминные препараты для системного применения
- АТХ-код R07 — Другие препараты для лечения заболеваний органов дыхания